# Re-Volt
Re-Volt è un videogioco automobilistico che simula corse tra automobili radiocomandate (RC) prodotto dalla Acclaim Entertainment nel 1999. È stato sviluppato per Microsoft Windows, PlayStation, Nintendo 64 e Sega Dreamcast. Una versione del gioco era stata annunciata per Xbox, ma venne in seguito abbandonata.

## Modalità di gioco
Esistono sei modalità di gioco in Re-Volt, più una sbloccabile.

### Gara singola
È una gara nella quale si può scegliere a proprio piacimento l'automobilina da usare, il tracciato, la quantità di avversari controllati dal computer (fino a 15), e il numero di giri.

### Campionato
In questa modalità si può competere in uno dei quattro tornei disponibili nel gioco: Bronzo, Argento, Oro e Platino e ognuno di essi è formato da 4 circuiti (tranne la coppa di Platino che è formata da 5). Da un torneo all'altro, aumenta sia la difficoltà, sia il numero di giri che le automobiline devono compiere. Vincendo tutti i tornei si sbloccano tutte le auto standard e tutti i circuiti standard.

### Multiplayer
In questa modalità si può giocare in più di un giocatore. Nella versione originale non era disponibile il multiplayer off-line nella versione per PC, tuttavia dei modder, nella versione 1.2 del gioco, hanno aggiunto questa modalità. Si può inoltre (solo nella versione PC) giocare on-line con qualsiasi tipo di connessione.

### Prove cronometrate
Servono a stabilire record di velocità sui vari circuiti senza competere contro altre automobiline. Battendo tutti i record delle piste in versione normale, invertita e speculare, per un totale di quasi 40 tracciati, saranno sbloccate nuove funzionalità di gioco. Battendo il record di una pista in modalità invertita si sbloccherà quella speculare e viceversa. (In questa modalità esisteva una versione "demo" in cui, quando si correva su una qualunque pista con una qualunque macchinina, compariva l'immagine semi-trasparente della macchinina che deteneva il record su quella pista , che riproduceva esattamente il giro record, dando la possibilità al giocatore di controllare in tempo reale la sua prestazione in rapporto a quella del record. Questa funzione era chiamata "ghost" ma è scomparsa inspiegabilmente dalle versioni definitive del gioco).

### Allenamento
Per sbloccare almeno una delle due modalità riportate nel paragrafo precedente bisogna prendere una stella in modalità allenamento. Le stelle sono nascoste all'interno delle piste in posti insoliti, per esempio sotto una automobile parcheggiata in Toys in the Hood. Prendendo tutte le stelle e battendo tutti i record si riesce a sbloccare tutte le auto e tutte le piste del gioco.

### Arena
È uno speciale percorso dove sono presenti 20 stelle che il giocatore deve riuscire a prendere (anche in partite diverse) usando un'auto qualsiasi e girando liberamente per il percorso. Prendere tutte le stelle permette all'utente di sbloccare la settima modalità, illustrata di seguito. Nella versione multiplayer di questa modalità, la stella è una sola, e il giocatore che la tocca per primo ne mantiene il possesso; gli avversari possono tuttavia "rubargliela" se riescono a toccarlo. Vince la partita chi mantiene il controllo della stella per un tempo prestabilito.

### Clockwork Carnage
È una gara singola dove gareggiano 30 automobiline Clockwork di colori diversi. Le Clockwork sono di piccola dimensione, e questa modalità è l'unica dove è possibile gareggiare con più di 16 auto in gioco.

## Stile di gioco
Lo stile del gioco è arcade.

### Livelli di gioco
Le gare sono divise in quattro categorie in ordine di difficoltà. La prima, Junior RC, corrispondente alla difficoltà facile, è una categoria per principianti dove la velocità delle automobiline è limitata e il comportamento fisico delle auto è semplificato, ad esempio sono più stabili in curva di quanto dovrebbero. Man mano che si sceglie una categoria maggiore (che si può selezionare quando inizia una gara o un campionato e in ogni modalità di gioco) i testacoda sono più frequenti ed è più difficile tenere una tenuta di strada corretta. I livelli superiori sono, in ordine di difficoltà, Console (corrispondente alla difficoltà media), Arcade (corrispondente alla difficoltà difficile) ed infine Simulazione (corrispondente alla difficoltà estrema), con quest'ultima che rende realistici tutti gli scontri tra le auto.

### Armi
Le automobiline possono essere equipaggiate con una serie di armi, che si ottengono attraversando dei piccoli fulmini disseminati lungo le piste. Si può tenere una sola arma alla volta che si può usare quando si vuole, attraversare un fulmine mentre si ha già un'arma a disposizione non ha cioè alcun effetto. Le armi sono di diverso tipo: un lanciamissili, una sfera gigante di ferro da far rotolare sulla pista, un black-out generale che ferma tutte le auto per una manciata di secondi, e il falso fulmine, che se attraversato, invece che fornire un'arma, fa saltare in aria l'auto. È possibile anche ottenere olio da spargere sul tracciato, gavettoni da lanciare contro le altre auto, o elettrizzare l'auto, che investe con una scossa elettrica gli avversari che si avvicinano troppo facendoli fermare per qualche secondo. C'è infine un bonus che dà alla macchina maggiore velocità ma che la rende più difficile da guidare; questa non è un'arma vera e propria ma può essere usata per annullare gli effetti dell'"elettrizzazione".

## Automobiline disponibili
Sono molte le automobiline utilizzabili nel gioco Re-Volt e sono divise in categorie.
| Principiante                                                                                         | Amatoriale                                                 | Avanzato                                                        | Semi-Pro                                           | Professionale                                     | Segrete                                                                            |
| --- | ---------------------------------------------------------- | --------------------------------------------------------------- | -------------------------------------------------- | ------------------------------------------------- | ---------------------------------------------------------------------------------- |
| - RC Bandit - Dust Mite - Phat Slug - Col.Moss - Harvester - Dr. Grudge - Volken Turbo - Sprinter XL | - RC San - Mouse - Aquasonic - Genghis Kar - Candy Pebbles | - Evil Weasel - Panga TC - Bertha Ballistics - R6 Turbo - NY 54 | - Pest Control - Adeon - Pole Poz - Zipper - Rotor | - Humma - Toyeca - Amw - Panga - Cougar - Purp xl | - Probe Ufo - Mystery - Clockwork - Clockwork Wun - Clockwork Too - Clockwork Tree |

La Clockwork si trova disponibile in trenta colori diversi, ma solo nella Clockwork Carnage. È inoltre possibile aggiungere le RC create dagli utenti.

## Circuiti
I circuiti di Re-Volt sono riproduzioni di vari ambienti a grandezza naturale, che, dal punto di vista delle automobiline giocattolo protagoniste del gioco, appaiono ovviamente giganteschi, il che conferisce alle piste un aspetto insolito. Le ambientazioni sono le seguenti, divise in vari livelli di difficoltà, per un totale di quattordici piste.
Inoltre, grazie all’Editor di piste, possono essere create delle piste personalizzate dal giocatore.

### Piste facili
Queste piste sono disponibili dall’inizio.
- Toys in the Hood 1: Una delle due piste ambientate in una città, in un quartiere soleggiato e tranquillo. L’unica pista disponibile nelle demo giocabili. Lunghezza: 735 m (737 m se invertita).
- SuperMarket 2: Una delle due piste ambientate in un supermercato, in questo caso piccolo negozio di alimentari. Dispone di un magazzino frigorifero dal pavimento scivoloso. Lunghezza: 301 m (299 m se invertita).
- Museum 2: Una delle due piste ambientate in un museo, con una mostra sullo spazio. Compare nella demo versione Rolling come unica pista disponibile, sostituendo la pista Toys in the Hood 1. Lunghezza: 600 m.
- Botanical Garden: Una pista ambientata in un giardino botanico, pieno di natura con una miriade di ripide pendenze. Lunghezza: 323 m (333 m se invertita).

### Piste medie
Queste piste sono sbloccabili vincendo la Coppa di Bronzo nella modalità Campionato.
- Rooftops: Un complesso di edifici alti e grattacieli di notte. È l’unica pista standard ad essere nativamente esclusiva nella versione per console Dreamcast del gioco. Lunghezza: 588 m. È inclusa in RVGL.
- Toy World 1: Una delle due piste ambientate in un negozio di giocattoli. Include un grande salto e un passaggio sulle note un pianoforte Lunghezza: 354 m (406 m se invertita).
- Ghost Town 1: Una delle due piste ambientate in una città in stile Western all'italiana. Lunghezza: 324 m (335 m se invertita).
- Toy World 2: Una delle due piste ambientate in un negozio di giocattoli. Presenta molte curve angoli stretti. Lunghezza: 444 m (433 m se invertita).

### Piste difficili
Queste piste sono sbloccabili vincendo la Coppa d'Argento nella modalità Campionato.
- Toys in the Hood 2: Una delle due piste ambientate in una città. È un ambiente suburbano più piccolo con l’enfasi di correre giù per interni di case e cortili. Lunghezza: 592 m.
- Toytanic 1: Una delle due piste ambientate su una nave da crociera, in un giorno luminoso. Lunghezza: 742 m.
- Museum 1: Una delle due piste ambientate in un museo, con molti manufatti egiziani e preistorici, più difficile della sua difficoltà designata. Lunghezza: 668 m (662 m se invertita).

### Piste estreme
Queste piste sono sbloccabili vincendo la Coppa d’Oro nella modalità Campionato.
- SuperMarket 1: Una delle due piste ambientate in un supermercato, più grande, con curve strette nei corridoi ed una baia di carico. Lunghezza: 502 m (479 m se invertita).
- Ghost Town 2: Una delle due piste ambientate in una città del vecchio West. Questa pista dispone di un tunnel che conduce in una miniera d’oro. Parte del suo percorso è condiviso con la pista Ghost Town 1. Lunghezza: 490 m (517 m se invertita).
- Toytanic 2: Una delle due piste ambientate su una nave. Ambiente e pista sono identici Toytanic 1, ora di notte e con un tempo piovoso, e con una diversa linea di partenza. Il nome è un riferimento al Titanic, infatti in questa versione del percorso, ambientato in notturna, sono visibili degli iceberg, la nave riporta gli stessi colori del transatlantico ed emette un periodico fischio di "emergenza". In questa versione è inoltre assente la musica di sottofondo. Lunghezza: 742 m.

## Storia
Nel manuale d'istruzioni di Re-Volt si può leggere il seguente testo:
Per anni Toy-Volt ha prodotto giocattoli per i bambini di tutto il mondo. In pochi mesi dall'uscita dei loro primi prodotti, divennero la più importante azienda del settore. Nessuno riusciva a capire cos'era che rendeva questi giocattoli così popolari. Certo, avevano assunto i migliori operai e designer nel mondo, ma c'era qualcos'altro, qualcosa quasi di magico. Con il loro ultimo prodotto, delle macchinine radiocomandate, sembra però che abbiano usato un po' troppo di quell'elemento "speciale", dato che le auto hanno guadagnato una propria personalità quando stavano per entrare nella catena di montaggio. Scappate dagli scaffali che le tenevano prigioniere, sono entrate nel mondo reale e ora creano il caos mentre si divertono con la libertà appena conquistata... le macchine R/C della Toy-Volt si sono ribellate!
Re-Volt è una corsa arcade rapida e coinvolgente caratterizzata dalla presenza del controllo più realistico e di alcuni degli avversari più intelligenti che si siano mai visti.
Ma non è finita, dato che tutta questa azione e questo capolavoro di corsa si sviluppano in alcuni tra i più insoliti circuiti mai visti in un gioco di corsa. Gareggiare nei musei, accelerare nei supermercati e correre a tutta velocità nei negozi di giocattoli... è tutto possibile nel mondo di Re-Volt.

## Track editor
Il track editor (il nome nella versione italiana è Editor di piste) permette all'utente di creare piste personalizzate. È incluso in tutte le versioni del gioco. Le piste creabili seguono lo stile del negozio di giocattoli. Lo scenario non è personalizzabile, e si corre in una grossa stanza chiusa. Si possono disporre a piacimento rettilinei, curve tonde e quadrate, dossi, colline, sterrati e altro ancora. Rialzando da un lato i rettilinei, è possibile ottenere dei veri e propri salti nella propria pista, caratteristica che non appartiene a pieno a nessuna delle piste predefinite. Nella versione per PC sono disponibili al massimo 20x20 blocchi per pista. Nella versione per PlayStation, invece, poiché le memory card hanno uno spazio limitato e Re-Volt occupa soltanto due blocchi nella memory card (uno per i dati e le opzioni e uno per le piste), sono disponibili solo 17x17 blocchi.

## Sequel
Nell'inizio 2000 la Acclaim Entertainment aveva annunciato l'uscita di Re-Volt 2 per l'estate dello stesso anno. Re-Volt 2 non è mai uscito, inoltre nel 2006 la Throwback ha acquisito i diritti di proprietà di Re-Volt ed altri giochi della Acclaim, vendendo poi nel 2012 tutti i diritti alla coreana We Go Interactive, che ne fece uscire tre titoli, tutti basati sull'originale, per iOS e Android. Sono però usciti 2 spin-off, RC Revenge per PS1 e RC Revenge 2 per PS2.

### Patch 1.2
Intorno al mese di novembre del 2010 è stata però diffusa la notizia che alcuni utenti della crew di RVhouse (un software usato per le corse online) stessero lavorando sul codice sorgente di Re-Volt (introvabile fino a quel momento) ottenuto da un progetto di porting per Xbox mai portato a termine e chiuso nel 2002.
Il nuovo aggiornamento prevede un importante miglioramento per quanto riguarda il gioco e nella fattispecie la modalità Multiplayer, supportata pochissimo e mai adattata alle nuove tecnologie dal 1999, anno di uscita del gioco. Questa nuova patch porta notevoli modifiche con varie versioni. La primissima ha importato in Re-Volt un sistema di profili che fino a quel punto era possibile solo grazie ad un programma esterno. Con i profili è possibile avere più salvataggi e quindi ogni persona che gioca può mandare avanti il suo profilo e sbloccare auto e piste in autonomia. Sono però stati riportati problemi al tipo di scontri all'interno di una gara: se si giocava in una modalità diversa da simulazione si creava un "box" invisibile intorno alle auto solido, e ciò rendeva difficoltosa la partenza. Il bug fu successivamente risolto con un aggiornamento.

### RVGL
Sempre il team di Re-Volt, dal 2015 sviluppa RVGL (per esteso Re-Volt GL) basato sulla patch 1.2, funzionante su Windows, GNU/Linux, MacOS e Android che sfrutta componenti moderni e open-source come OpenGL. La prima versione viene rilasciata ufficialmente il 1º maggio di quell'anno. Molte sono le caratteristiche di RVGL (oltre a quelle già presenti nella patch 1.2), tra cui:
- nuovo renderer basato su shader programmabili;
- supporto di risoluzioni ad alta definizione (HD, Full HD, 4K ecc.);
- supporto di contenuti addizionali esclusivi della versione per Dreamcast come il circuito Rooftops e auto aggiuntive;
- nuova modalità a schermo condiviso per Multiplayer offline da 2 a 4 giocatori;
- supporto nativo per filtro anisotropico e MSAA;
- audio surround 3D con riproduzione della colonna sonora originale;
- supporto di un'ampia varietà di gamepad, anche moderni;
- supporto di Multiplayer di tipo peer-to-peer a bassa latenza;
- lingue aggiuntive e supporto per layout di tastiera internazionale;
- funzionalità complete per la creazione di contenuti personalizzati come auto e piste;
- stabilità di gioco migliorata, specialmente su sistemi di fascia alta.

Dal 2020, inoltre, è disponibile un launcher con cui è possibile avviare il gioco, scaricare contenuti aggiunti creati dagli utenti e unirsi a partite online più comodamente.